# مایکل یینگ
مایکل یینگ (انگلیسی: Michael Ying؛ زادهٔ ۱۹۴۹) کارآفرین و سرمایه‌دار اهل هنگ کنگ است، که سهامدار اصلی شرکت اسپریت می‌باشد.